# Carrie Schreiner
Carrie Schreiner (Völklingen, Alemania, 14 de septiembre de 1998) es una piloto de automovilismo alemán. Desde 2023 compite en la F1 Academy, resultando undécima en la temporada inaugural con ART Grand Prix. En 2024 se unió a la academia de pilotos Sauber y compite con Campos Racing en la temporada 2024 de la F1 Academy.

## Carrera
Schreiner comenzó su carrera en el automovilismo en karting. Entre 2011 y 2014 participó en el ADAC Kart Masters, logrando su mayor éxito en 2012 cuando ganó el título del campeonato X30 Junior.
Luego cambió a carreras de monoplazas y compitió en la ADAC Fórmula 4 en 2015 y 2016. Al mismo tiempo, condujo en el Campeonato de F4 Británica en 2016, donde terminó en el puesto 17 en la general.
En 2017, Schreiner pasó a los autos GT a través del Lamborghini Super Trofeo, compitiendo en varios de sus campeonatos durante los dos años siguientes. Terminó subcampeona en el Lamborghini Super Trofeo Middle East 2017 y un año después ganó la categoría Pro-Am en la misma serie con Konrad Motorsport, habiendo disputado también el campeonato europeo Lamborghini Super Trofeo con la escuadra austriaca. Al mismo tiempo, compitió con el FFF Racing Team en Lamborghini Super Trofeo Asia en 2017.
En la DMV GT & Touring Car Cup, condujo un Audi R8 LMS GT3 de 2017 a 2019, primero con Aust Motorsport y luego a partir de 2018 con Rutronik Racing, ganando el campeonato. Como resultado, subió al ADAC GT Masters con el mismo equipo, logrando un mejor resultado en el campeonato del puesto 24 en su primera temporada en la serie con el copiloto Dennis Marschall.
Desde 2018, Schreiner ha sido un participante habitual en el Campeonato de Nürburgring de Resistencia. Luego de lograr su licencia Clase A, se convirtió en una de las pilotos fundadoras del programa "Girls Only" de WS Racing; tratando de animar a más mujeres en el deporte. Desde 2019, Schreiner ha disputado cuatro carreras de las 24 Horas de Nürburgring con el equipo, ganando su clase en la edición de 2021. A partir de 2021 pasó a la clase SP9 para maquinaria GT3, compitiendo con Racing One y SchnitzelAlm Racing.
En 2021, Schreiner comenzó en la recién fundada BMW M2 Cup, una serie de una sola marca en la factura de apoyo del Deutsche Tourenwagen Masters. Simultáneamente condujo en el Campeonato Italiano de GT con AF Corse, finalizando segunda en la ronda de Vallelunga con Antonio Fuoco.

## Vida personal
Está en una relación con el expiloto de DTM y WTCC, el alemán Peter Terting.

## Resumen de carrera
| Temporada | Categoría                                             | Equipo                            | Carreras | Victorias | Poles | VR | Podios | Puntos | Pos. |
| --------- | ----------------------------------------------------- | --------------------------------- | -------- | --------- | ----- | -- | ------ | ------ | ---- |
| 2015      | ADAC Fórmula 4                                        | HTP Motorsport                    | 18       | 0         | 0     | 0  | 0      | 0      | 44.ª |
| 2016      | ADAC Fórmula 4                                        | US Racing                         | 21       | 0         | 0     | 0  | 0      | 0      | 43.ª |
| 2016      | Campeonato de F4 Británica                            | Double R Racing                   | 12       | 0         | 0     | 0  | 0      | 14     | 17.ª |
| 2017      | DMV Gran Turismo Touring Car Cup                      | Aust Motorsport                   | 2        | 0         | 0     | 0  | 1      | ?      | ?    |
| 2017      | Lamborghini Super Trofeo Europe - Am                  | Konrad Motorsport                 | 4        | 0         | 0     | 0  | 0      | ?      | ?    |
| 2017      | Lamborghini Super Trofeo Europe - Pro                 | Konrad Motorsport                 | 2        | 0         | 0     | 0  | 0      | ?      | ?    |
| 2017      | Lamborghini Super Trofeo Asia                         | FFF Racing Team                   | 7        | 0         | 0     | 0  | 0      | ?      | ?    |
| 2017      | Lamborghini Super Trofeo Middle East - Pro            | FFF Racing Team                   | 6        | 0         | 0     | 0  | 5      | 72     | 2.ª  |
| 2018      | VLN Series - Cup 5                                    | GetSpeed Performance              | 2        | 0         | 0     | 0  | 0      | ?      | ?    |
| 2018      | VLN Series - Cup 3                                    | GetSpeed Performance              | 1        | 0         | 0     | 0  | 0      | ?      | ?    |
| 2018      | Lamborghini Super Trofeo Europe - Pro-Am              | Konrad Motorsport                 | 6        | 0         | 0     | 0  | 0      | ?      | ?    |
| 2018      | Lamborghini Super Trofeo Middle East - Pro-Am         | Konrad Motorsport                 | 6        | 3         | 0     | 0  | 5      | 79     | 1.ª  |
| 2018      | DMV Gran Turismo Touring Car Cup                      | Rutronik Racing                   | 12       | 4         | 8     | 5  | 11     | 375    | 1.ª  |
| 2019      | VLN Series - SP3T                                     | WS Racing                         | 4        | 1         | 0     | 0  | 4      | 30.99  | 4.ª  |
| 2019      | DMV Gran Turismo Touring Car Cup                      | Rutronik Racing                   | 3        | 0         | 1     | 1  | 1      | ?      | ?    |
| 2019      | ADAC GT Masters                                       | Rutronik Racing                   | 14       | 0         | 0     | 0  | 1      | 22     | 24.ª |
| 2020      | ADAC GT Masters                                       | Rutronik Racing                   | 12       | 0         | 0     | 0  | 0      | 24     | 28.ª |
| 2020      | Campeonato de Nürburgring de Resistencia - SP3T       | WS Racing                         | 4        | 0         | 0     | 0  | 1      | 14.05  | 11.ª |
| 2020      | Campeonato de Nürburgring de Resistencia - SP8        | WS Racing                         | 4        | 4         | 0     | 0  | 4      | 25.83  | 3.ª  |
| 2020      | 24H GT Series - GT4                                   | PROSport Racing                   | 1        | 0         | 0     | 0  | 0      | 15     | 9.ª  |
| 2021      | Campeonato de Nürburgring de Resistencia - SP9 Pro-Am | Racing One                        | 2        | 0         | 0     | 0  | 1      | 11.43  | 6.ª  |
| 2021      | Campeonato Italiano de GT - Sprint (GT3 Pro-Am)       | AF Corse                          | 6        | 0         | 0     | 0  | 3      | 54     | 5.ª  |
| 2022      | Campeonato de Nürburgring de Resistencia - SP9 Pro    | SchnitzelAlm Racing               | 5        | 0         | 0     | 0  | 0      | ?      | ?    |
| 2022      | 24H GT Series - 992 Cup                               | Plusline Racing                   | 1        | 0         | 0     | 0  | 1      | 15     | ?    |
| 2023      | F1 Academy                                            | ART Grand Prix                    | 21       | 1         | 0     | 0  | 1      | 56     | 11.ª |
| 2024      | Campeonato de EAU de Fórmula 4                        | AGI Sport                         | 9        | 0         | 0     | 0  | 0      | 0      | 39.ª |
| 2024      | Fórmula Winter Series                                 | Campos Racing                     | 4        | 0         | 0     | 0  | 0      | 0      | 39.ª |
| 2024      | F1 Academy                                            | Campos Racing                     | 14       | 0         | 0     | 0  | 0      | 34     | 9.ª  |
| 2024      | Nürburgring Langstrecken-Serie - SP8T                 | Giti Tire Motorsport By WS Racing | 3        | 0         | 0     | 0  | 3      | N/A    | NC   |
| 2024      | 24 Horas de Nürburgring - SP8T                        | Giti Tire Motorsport By WS Racing | 1        |           |       |    |        |        | 3.ª  |
| 2024      | Campeonato de F4 Británica                            | Chris Dittmann Racing             | 6        | 0         | 0     | 0  | 0      | 6      | 27.ª |
| Fuente:   |                                                       |                                   |          |           |       |    |        |        |      |

## Resultados

### F1 Academy
(Clave) (negrita indica pole position) (cursiva indica vuelta rápida)

| Año  | Equipo         | 1   | 1   | 1   | 2   | 2   | 2   | 3   | 3   | 3   | 4   | 4   | 4   | 5   | 5   | 5   | 6   | 6   | 6   | 7   | 7   | 7   | Pos. | Puntos |
| ---- | -------------- | --- | --- | --- | --- | --- | --- | --- | --- | --- | --- | --- | --- | --- | --- | --- | --- | --- | --- | --- | --- | --- | ---- | ------ |
| 2023 | ART Grand Prix | SPI | SPI | SPI | VAL | VAL | VAL | BAR | BAR | BAR | ZAN | ZAN | ZAN | MNZ | MNZ | MNZ | LEC | LEC | LEC | AUS | AUS | AUS | 11.º | 56     |
| 2023 | ART Grand Prix | Ret | 10  | 7   | 12  | 11  | 8   | 9   | 10  | 13  | 6   | 1   | 8   | Ret | 4   | 6   | 9   | 6   | 8   | 11  | 11  | 14  | 11.º | 56     |